# فوده گیراسی
فوده گیراسی (انگلیسی: Fodé Guirassy؛ زادهٔ ۶ ژانویهٔ ۱۹۹۶) بازیکن فوتبال اهل گینه است.
وی همچنین در تیم ملی فوتبال Guinea U23 بازی کرده‌است.